# 問牧站

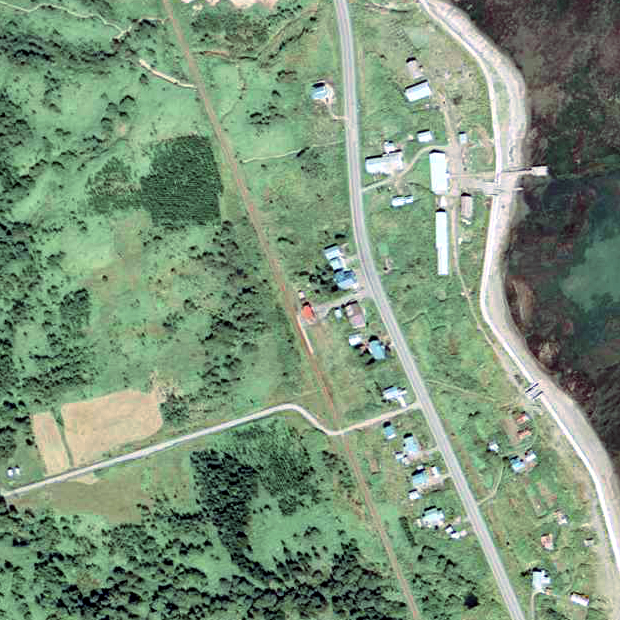
1977年的問牧站與方圓約500米範圍。下方為北見枝幸方向。月台位於靠近枝幸一方。車站右上方的國道曾經為舊走線。

問牧站（日语：／ Toimaki eki */?）是位於北海道枝幸郡枝幸町字問牧，日本國有鐵道（國鐵）的興濱北線車站（廢站）。隨著興濱北線廢線，車站在1985年（昭和60年）7月1日廢除。

## 歷史
- 1936年（昭和11年）7月10日 - 鐵道省興濱北線濱頓別站至北見枝幸站之間開通，此站啟用[2]。當時為一般車站[1]。
- 1944年（昭和19年）11月1日 - 興濱北線指定為不要不急線，因此車站暫停營業[2]。
- 1945年（昭和20年）12月5日 - 車站重開[2]。
- 1949年（昭和24年）6月1日 - 日本國有鐵道成立，成為日本國有鐵道車站。
- 1973年（昭和48年）9月17日 - 結束處理貨物和行李[3]。同時成為無人車站[4][5]。
- 日期不詳 - 成為簡易委託車站[6]。
- 1985年（昭和60年）7月1日 - 興濱北線全線廢除，此站也廢除[1]。

## 站名的由來
車站名稱取自地名。地名的阿伊努語是「トゥイパケ（tuy-pake）」，其意思是倒塌、出崎。

## 車站構造
截至車站廢除前，車站是一座地面車站，設有1面1線的單式月台。月台位於路線東邊（北見枝幸方向的列車會開啟左手車門）。此站沒有轉轍器。
此站是無人車站。在有人車站時代還有車站大樓經過翻新。與豐牛站、斜內站屬於同款，都是由預製施工法製造。車站大樓位於站內東邊，鄰接月台。大樓內部設有辦公室和儲物室。

## 車站周邊
- 國道238號（日语：国道238号）（宗谷國道）[9]
- 宗谷巴士（日语：宗谷バス）「問牧」巴士站

## 現況
截至2000年（平成12年），站內變為「問牧社區中心」。截至2010年（平成22年）也是同樣。

## 相鄰車站
日本國有鐵道
興濱北線（1985年廢除）
目梨泊－（山臼臨時乘降場）－問牧－北見枝幸

## 注腳
1. 1 2 3 4  石野哲（編）. . JTB. 1998: 908. ISBN 978-4-533-02980-6 （日语）.
2. 1 2 3 4  太田幸夫.  1. 札幌市: 富士コンテム. 2004-02-29: 153. ISBN 4-89391-549-5 （日语）.
3. ↑  . 官報. 1972-09-14 （日语）.
4. ↑  北海道鐵道百年史 下卷 日本國有鐵道北海道總局
5. ↑  . 鐵道公報 (日本國有鐵道總裁室文書課). 1973-09-14: 4 （日语）.
6. ↑  高浜博隆. . コロタン文庫 36. 鐵道友之會東京分部 56.4訂補版. 小學館. 1981-10: 22 （日语）.
7. ↑   (PDF). アイヌ語地名リスト. 北海道 環境生活部 アイヌ政策推進室. 2007  [2018-10-31]. （原始内容存档 (PDF)于2018-04-17）.
8. 1 2  宮脇俊三 (编). . 原田勝正. 小學館. 1983-7: 193. ISBN 978-4093951012 （日语）.
9. ↑  . 地勢堂. 1980-3: 17 （日语）.
10. ↑  宮脇俊三 (编). . JTB Can Books. JTB出版. 1999-12: 31. ISBN 978-4533033766 （日语）.
11. ↑  今尾惠介 (编). . JTB出版. 2010-3: 22. ISBN 978-4533078583 （日语）.